# Pitons Du Carbet
Pitons Du Carbet (fra. za „Vrhovi Carbeta” ili „Ćavli Carbeta”) je planinski masiv vulkanskog podrijetla na sjeveru otoka Martinika na Karibima, a koji je prekomorski departman i regija Francuske. 
God. 2023., vulkani i šume Mont Peléea, kao i i vrhova sjevernog Martinika (Pitons Du Carbet), upisani su na UNESCO-ov popis mjesta svjetske baštine u Americi zbog zastupljenosti vulkanskih procesa i svih vrsta šuma i raznolikosti endemskih biljaka Malih Antila.

## Odlike
Mount Pelée je najbolje očuvani stratovulkan na Karibima i posljednji aktivni vulkan na Martiniku. Trenutni vrh sastoji se od ugniježđenih kupola nastalih erupcijama 1902. i 1929. godine, s izbočinom poznatom kao „le Chinois“ koja je najviša točka na 1397 metara.
Slikoviti planinski lanac Pitons Du Carbet zauzima 8 km dugo područje izvanredne prirodne ljepote kroz središte otoka i uključuje neke od njegovih najviših vrhova, iako najviša točka Martinika, vulkan Mont Pelée koji je nešto sjevernije, nije dio planinskog lanca. Jedinstveno strmi vrhovi planinskog lanca Pitons Du Carbet, prepoznatljive znamenitosti krajolika sjevernog Martinika, tvore niz vulkanskih andezitnih kupola i vrhova prekrivenih gustim, netaknutim prašumama koje se nadvijaju nad zaljevom i gradom Fort-de-France.
Različiti vrhovi Pitons du Carbeta su grupirani na prilično malom području. Najviši vrh je Piton Lacroix, koji doseže visinu od 1197 m. Ostali važni vrhovi su greben Morne Piquet (1160 m, na sjeveru), Piton Dumauzé (1112 m) i Piton de l'Alma (1107 m) i odvojeni Piton Boucher (1070 m). 
Iako se čine kao zasebne planine, ovi vulkanski nasipi zapravo su različite kupole lave jednog vulkana. Nastale su u raznim erupcijama kao rezultat urušavanja kaldere bivšeg paleovulkana Pitons du Carbet, koji se razvio 10 kilometara jugozapadno od starijeg štitastog vulkana Morne Jacob. Stijena sadrži kristale kvarca, biotita, amfibola i plagioklaza. Naslage pepela i kamenja u podnožju vrhova pokazuju da njihovo taloženje nije bilo glatko i da su se oni ili njihovi dijelovi urušili nekoliko puta u svojoj povijesti. Prema najnovijem datiranju, vrhovi su stari između milijun i 322.000 godina, što je relativno mlado na geološkoj vremenskoj ljestvici. Međutim, stariji su od vulkana Mont Pelee.
Uspon na ove vrhove je moguć, ali bi trebao biti rezerviran za visoko obučene planinare zbog vrlo strmih padina i staza koje ekstremna vlažnost klime čini skliskima (staze prema istoku od Morne-Verta na karipskoj obali ili prema zapadu od napuštene termalne stanice Absalon ili Plateau Boucher u blizini Route de la Trace u duboko pošumljenom središnjem sjevernom dijelu otoka).
- Planinski lanac Pitons du Carbet iznad glavnog grada Fort de Francea i njegovog zaljeva, gledano s plaže Anse à l'Ane u Trois-Iletsu.
- Gusta, netaknuta prašuma koja prekriva niže padine planinskog lanca Pitons du Carbet
- Prašuma Pitons du Carbet, viđena iz Fontaine Didiera u Fort de Franceu
- Piton Lacroix
- Pitons Lacroix, Dumauzé i de l'Alma

## Bioraznolikost
Prirodni rezervat prašume Pitons du Carbet, kojem je francuska vlada, zajedno s desetak drugih šuma diljem zemlje, dodijelila oznaku Forêt d'Exception („Iznimne šume”), žarište je biološke raznolikosti.
U šumskom masivu prisutne su iznimno bogata i dragocjena flora i biljne zajednice (od kojih su neke djevičanske, primarne šume bez ikakvih prošlih ljudskih modifikacija), što ga čini "prvorazrednim genetskim konzervatorijumom". Na gornjim i vršnim tropskim nivoima gdje se nalazi šuma, od ukupno 165 autohtonih vrsta drveća, 69 je endemskih za Martinik i Male Antile, uključujući briofite Praestoea montana ili drvenaste paprati. 
Vršna područja mogu se pohvaliti gotovo čistim populacijama rijetkih orhideja poput Bracchionidium sherringii. Konačno, najnestabilniji tereni pokazuju visoku razinu zeljastih formacija koje također sadrže rijetke ili endemske vrste poput male paprati Odontosoria flexuosa, endemske za Male Antile i žrtve erozije staza.
Ukupno, Pitons Du Carbet sadrži 1058 vrsta autohtonih vaskularnih biljaka, uključujući 816 sjemenjača i 242 papratnjača. Među njima je 51 ugrožena vrsta, Kao što su: Calumet Montagne, Fleur-Boule-Montagne i Aralie. Martinique je dom za 186 od 263 vrste (71%) regionalno endemskih sjemenjača, kao što su: divlji ananas, bwa débas blan i krékré wouj.
Prašume Pitons Du Carbeta su dom i vrlo raznolikoj i složenoj fauni i entomofauni (uključujući zapadnoindijskog oposuma (Didelphis marsupialis), najstrašniju kopljastu zmiju (Bothrops Lanceolatus) i martiničku sjevernu tarantulu (Caribena Versicolor).
Pitons Du Carbet su i „značajno područje za ptice” (engl. Important Bird Areas, IBA) i oko stotinu gnijezdećih ili migratornih vrsta ptica posjećuje njegove obronke. Većina su šumske vrste, uključujući 17 od 18 vrsta sa ograničenom rasprostranjenošću prisutnih na Martiniku: grlica prepelica (Geotrygon mystacea), maloantilskih čiopa (Chaetura martinica), zelenogrlih (Eulampis holosericeus)  i ljubičastogrlih karipskih kolibrija (Eulampis jugularis), plavoglavih (Riccordia bicolor) i antilskih ćubastih kolibrija (Orthorhyncus cristatus), karipskih elanija (Elaenia martinica), maloantilskih muharica (Myiarchus oberi), maloantilskih peweeja (Contopus latirostris), ljuskavih (Allenia fusca) i bisernookih drozdica (Margarops fuscatus), smeđih (Cinclocerthia ruficauda) i sivih drhtavica (Cinclocerthia gutturalis), riđogrlih solitaira (Myadestes genibarbis), antilskih eufonija (Chlorophonia musica), maloantilskih saltatora (Saltator albicollis)i maloantilskih zebica (Loxigilla noctis).

## Vanjske poveznice
|  | Zajednički poslužitelj ima još gradiva o temi Mont Pelée |

- Volcans et forêts de la Montagne Pelée et des pitons du nord de la Martinique (fr.)